# Émile Souvestre
Pour les articles homonymes, voir Souvestre.
Charles Émile Souvestre, né le 15 avril 1806 à Morlaix et mort le 5 juillet 1854 à Montmorency, est un avocat, journaliste et écrivain français.
Au cours de sa vie, il a exercé plusieurs métiers, avocat, journaliste, enseignant, mais la passion d'écrire a dominé sa vie et il a produit une œuvre abondante et variée, interrompue par une mort prématurée due à des problèmes de santé apparus dès les années 1820. Son œuvre abondante traite de sujets variés, notamment, sous forme de récits documentaires ou de fiction, de l'ethnographie de la Bretagne. Il a ainsi contribué, sous la monarchie de Juillet, à la formation d'une image littéraire et politique de cette région. Son épouse était Nanine Papot, écrivaine sous le nom de plume de « Nanine Souvestre ».

## Biographie
Émile Souvestre est le fils de Marie-Françoise Boudier, née à Landivisiau et de Jean-Baptiste Souvestre (1757-1823), notable morlaisien né à Guingamp, ingénieur des Ponts et Chaussées de profession, qui avait eu deux filles de son premier mariage avec Perrine Le Goff et trois fils du second, Émile Souvestre étant le plus jeune. Il est élevé en nourrice à Saint-Pol-de-Léon et revient à quatre ans dans la maison construite en 1792 par son père sur le quai de Tréguier. Il est très attaché à ses demi-sœurs et à ses nièces. Ses amis étudiants étaient invités aux vacances scolaires à Morlaix ou à Penzé en Taulé.

### Études
Son père, souhaitant qu’il aille à l’École polytechnique, lui fait faire ses études secondaires au collège royal  de Pontivy, où il se lie d'amitié avec plusieurs condisciples auxquels il restera très attaché : Ange Guépin, Eugène Guieyesse. En 1823, il opte pour des études plus conformes à ses inclinations, à la faculté de Droit de Rennes. Son correspondant est J. M. Alexandre de Kerpen, libraire. Ses amis de l'époque sont Édouard Turquetty, poète romantique, Hamon, Évariste Boulay-Paty, Hippolyte Lucas, mais aussi le futur ministre Adolphe Billault… Dès cette époque, en 1825, il voit ses poésies publiées dans le journal du Nantais Camille Mellinet, le Lycée armoricain. Licencié en droit en 1826, il part pour Paris où il essaie de faire carrière dans le théâtre.

### Paris (1826-1828)
À cette époque, il vit aux Batignolles, barrière de Clichy, au no 24 de la rue des Carrières. Sa principale œuvre de cette période est la tragédie le Siège de Missolonghi. Avec l’appui de l’acteur rennais Alexandre Duval, il réussit à la faire accepter à la Comédie-Française, mais l’intervention de la censure puis des rivalités internes du théâtre en empêchent la représentation en dépit des répétitions. Ce premier séjour à Paris est interrompu par la mort en mer de son frère aîné, Jean-François, capitaine au long cours, mais surtout par une recrudescence de ses maux de gorge. Il revient alors, malade et dépressif, se ressourcer dans sa famille à Morlaix.

### Nantes (1829-1832)
Arrivé à Nantes début janvier 1829, il habite rue Gresset, puis rue de la Rosière. Il va s’impliquer dans la vie culturelle de la ville, reconnaissant, « comme on le dit, avoir beaucoup d’amis. » Il travaille d’abord comme employé dans l’entreprise de Camille Mellinet, imprimeur-libraire et éditeur, qui publie en 1829 deux de ses recueils poétiques. Il fréquente Édouard Richer dont il publiera les œuvres. En juillet 1829, il fait part de l’édition de son ouvrage sur « Trois femmes poètes inconnues » mentionnant l’une des trois nominativement : Mademoiselle Laure Pigache. La citation de cette femme (E. Souvestre et E. Turquéty, Correspondance 1826-1856, Les Cahiers de l'Iroise No 205, 2007) par l’écrivain vient contredire en partie l’hypothèse que ce seraient les écrits de Souvestre en personne dissimulés sous cet intitulé, ce que Guépin pensait également.
Il se lie d’amitié avec le sculpteur Étienne Nicolas Édouard Suc, revenu en 1828 après avoir étudié à Paris dans l’atelier d'Henri Lemaire. Le 20 avril 1830, il épouse Cécile Ballot-Beaupré, une lointaine cousine, âgée de 22 ans,.
Il participe aux journées de Juillet, marquées à Nantes par la fusillade de la place Louis-XVI, qui font plusieurs morts. Son épouse manifeste une vive inquiétude. Avec ses amis Ange Guépin, Michel Rocher, Ménard et Mellinet, il prend « l’initiative d’ouvrir une souscription à 75 centimes pour élever un monument aux victimes de la fusillade mais les modérés s’y opposèrent. Cependant mention en fut faite sur la colonne par la suite. »
Le 9 mai 1831, a lieu la naissance de son fils, Alexis Émile, mais son épouse meurt peu après et l'enfant lui-même la suit dans la tombe le 29 septembre. En septembre 1831, il accompagne Édouard Charton dans son périple de propagande saint-simonienne en Bretagne. Ils resteront des amis très proches.
À cette époque, Émile Souvestre est recruté, avec Alexis Papot, comme codirecteur d’une école privée lancée par le député de Nantes René Luminais et fondée sur la « méthode d’éducation Jacotot ». Le 23 mai 1832, il se remarie avec la sœur de son collègue, Anne Papot, âgée de 26 ans, une femme engagée dans le mouvement féministe naissant, avec des dispositions à l’écriture qu’elle va en partie mettre au service de son époux, tout en publiant ses propres œuvres.
En 1832, il publie, toujours chez Mellinet, Des arts comme puissance gouvernementale. Peu après, il décide de quitter son emploi d’enseignant qui ne lui plait pas. Il écrit à Turquety combien cela l’ennuie et il compare les enfants à des perroquets bavards et les plaint. Il se réjouit de ne pas recevoir son agrément qu’il attendait depuis plusieurs mois pour pouvoir devenir maître de pension  et diriger un pensionnat. Une autre raison est qu'il ne veut pas vivre avec sa nouvelle compagne dans les mêmes lieux qu'avec Cécile.

### De Morlaix à Mulhouse (1832-1836)
Il laisse Alexis Papot, son beau-frère, s'occuper seul de l'établissement et part s’installer comme avocat à Morlaix, où le couple est confronté à la deuxième pandémie de choléra. Selon son gendre Eugène Lesbazeilles (père de Paul Lesbazeilles), Émile Souvestre a validé son diplôme d’avocat, le 7 mai 1832. Ils s'installent à Brest où il devient professeur de rhétorique, après avoir dirigé le journal Le Finistère. Deux filles naissent durant ce séjour brestois : Fanny Noëmie, le 9 février 1834, et Marie Claire, future éducatrice et pédagogue, le 28 avril 1835. Connaissant de graves problèmes de santé, un climat moins maritime lui est recommandé. Grâce à l’entremise de Paul-François Dubois, député de Nantes de 1831 à 1848, il obtient un poste équivalent à Mulhouse, où, le 27 juin 1836, naît leur troisième fille, Ada Anah. La même année, son état médical ne paraissant pas s’améliorer, ils décident de s’installer à Paris.

### Paris (1836-1854)

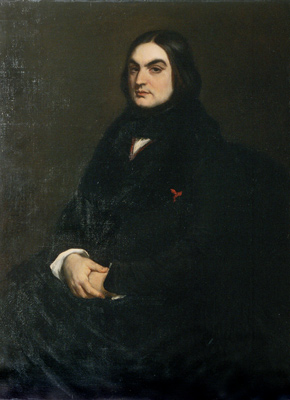
Jean-Hilaire Belloc, Portrait d’Émile Souvestre (1838), musée des Beaux-Arts de Morlaix.

Il connaît alors un certain succès littéraire, son livre Les Derniers Bretons étant publié en feuilleton dans la Revue des Deux Mondes. Par ailleurs, il devient rédacteur à la Revue de Paris. Il tient salon les jeudis soir à Belleville, avec ses amis républicains, artistes, musiciens, écrivains, notamment Étienne Suc.
En 1848, il s’implique dans l’avènement de la République, régime qu’il approuve de longue date. Il assiste aux réunions dans les clubs aux côtés d'amis aux mêmes engagements politiques, Olinde Rodrigues, ancien saint-simonien tout comme l'artiste Peter-Tom Hawke, Paulin Niboyet, l'abbé Constant.
Ayant accepté de se présenter aux élections à la Constituante dans le Finistère, sa défaite électorale le marque profondément. Il soutient les initiatives du ministre de l’Instruction publique, le saint-simonien Hippolyte Carnot en devenant professeur de « style administratif ou éloquence administrative » à l’École d'administration fondée par ce dernier avec Jean Reynaud, et Édouard Charton. Il s’implique également dans les « Lectures du soir » à destination de la population ouvrière qui ont lieu au conservatoire de musique, juste à côté de son domicile. Mais ces deux institutions sont rapidement victimes du retour au conservatisme de 1848-49.
Au début des années 1850, il est reconnu comme un auteur digne d’estime puisqu’il reçoit le prix de l'Académie française pour Causeries historiques et littéraires ; en 1854, elle lui attribuera le prix Lambert, mais à titre posthume. Le 3 mars 1851, sa sœur Françoise-Catherine Pinchon meurt à Taulé.
Lors du coup d'État du 2 décembre 1851, il cache, avec Nanine, à leur domicile leur ami Edgar Quinet qui part ensuite en exil à Bruxelles. Il s'éloigne pour quelque temps de la France et fait un voyage en Suisse romande, donnant des conférences d’histoire littéraire à Genève, Lausanne, Neuchâtel. Il dira de cette période qu’elle fut la plus heureuse de sa vie.
Le 5 juillet 1854, il meurt, à 14 heures, à Montmorency, rue de Grétry. Il était âgé de 48 ans. Il est inhumé au cimetière du Père-Lachaise où sa tombe est surmontée d'un buste sculpté par son ami Philippe Grass.

## Œuvre
Émile Souvestre reste connu pour ses œuvres liées à la Bretagne et à la chouannerie, toujours éditées aujourd'hui (Les Derniers Bretons, Le Foyer breton). Il a écrit aussi de nombreux romans (La Goutte d'eau, Le Monde tel qu'il sera), des nouvelles publiées en recueil (Les Clairières), des essais, dont la publication n'est plus assurée.
Émile Souvestre a travaillé avec plusieurs éditeurs. Les éditions Michel Lévy frères, libraires éditeurs à Paris, ont recueilli l'essentiel de ses titres dans une série Œuvres complètes d'Émile Souvestre parues dans la collection Michel Lévy, du milieu à la fin du XIXe siècle.

### Ouvrages notables
Scènes de la Chouannerie
Le livre Scènes de la Chouannerie, paru chez Michel Lévy en 1856, est intéressant à consulter. Journaliste, il fit une enquête auprès des survivants et sans trop prendre parti entre deux thèses qui resteront toujours diamétralement opposées. Le roman permet de mieux comprendre ce mouvement de la Chouannerie qui prit naissance dans ce Bas-Maine, à la frontière de ce qu'on appelait alors la province de Bretagne.
Il a consacré à la description du bocage du Bas-Maine des pages empreintes de la couleur et de la senteur locales (La Chouannerie dans le Maine, Les Faux-Saulniers, Jambe d'Argent et Monsieur Jacques, récits publiés d'abord dans la Revue des deux Mondes en 1847 et reproduits avec d'autres du même genre dans les Scènes de la Chouannerie, Paris, 1852). Ces pages et celles des Mémoires d'un Sans-culotte Bas-Breton, qui les avaient précédées, sont parmi les meilleures, les plus pittoresques et les mieux senties qu'ait écrites un esprit du XIXe siècle.
Dans ses lectures au Conservatoire de musique, faubourg Poissonnière, très peu de temps après les journées de Juin 1848, il eut une idée généreuse et hardie. « Le Conservatoire n'est pas loin du Clos Saint-Lazare. Il y avait donc parmi les auditeurs bien des figures qui pouvaient être celles des combattants de la veille. C'est sur ce public, dont les huit neuvièmes se composaient d'ouvriers, que le lecteur eut à exercer son action insensible, morale, affectueuse, et il y réussit complètement. Pour une des premières lectures, il choisit quelques extraits des Mémoires de Madame de la Rochejaquelein, « croyant qu'il était bon, pour dégoûter des guerres civiles, de montrer dans un exemple, à distance, les calamités affreuses où elles conduisent. L'émotion, à cette lecture, fut grande, et telle qu'il l'avait souhaitée. »
Les Derniers Bretons (1835-1837)
Le monde ancien de l'Ancien Régime, l'ère pré-industrielle s'était écroulé, et un nouveau monde, moderne et technique, naissait. Les contemporains avaient l'impression d'assister à la fin d'espèces en voie de disparition, comme les Indiens d'Amérique (Le Dernier des Mohicans (1826) ou les traditions des Bretons (Les Derniers Bretons) qu'il fallait noter à la manière des notaires avant qu'elles ne disparaissent au profit des mœurs modernes. C'était un sous-genre littéraire : Les Derniers Jours de Pompéi, Les Dernières Lettres de Jacopo Ortis ou Les Aventures du dernier Abencerage de Chateaubriand.
Le Foyer breton (1844)
Le foyer breton a été un succès, poursuivi avec En Bretagne, alors que la Bretagne est en vogue au XIXe siècle dans la littérature française : Les Chouans, premier roman de Balzac en 1829 ou Quatre-vingt-treize, dernier roman de Victor Hugo en 1875-1876. Elle est habillée des clichés hérités de la Révolution de 1789 (chouanne, fière, rebelle), préjugés que les écrivains et intellectuels bretons reprennent d'ailleurs.
Un Philosophe sous les toits (1851)
Prix Lambert de l'Académie française attribué à sa veuve lors de la séance du 24 août 1854. Nombreuses éditions en anglais (sous le titre An Attic Philosopher) et en allemand.
Œuvres bretonnes
- Les Derniers Bretons, 1re édition en 1836.
- Le Finistère en 1836, 1838 (lire en ligne).
- En Bretagne
- L'Échelle de femmes
- Le Foyer breton, contes et récits populaires, 1844.
- Triphyna : légende bretonne, v. 1850 (lire en ligne).

Théâtre
- Le Siège de Missolonghi, drame. Présenté au Théâtre Français, en 1828, mais refusé au dernier moment.
- Les Deux Camusot, comédie-vaudeville en un acte. Théâtre des Variétés, le 8 mars 1846.
- Charlotte et Werther, drame en 3 actes, précédé de La fin d'un roman, un prologue. En collaboration avec Eugène Bourgeois. Théâtre du Vaudeville, le 25 juillet 1846.
- Un homme grave
- Le Mousse, en collaboration avec Hippolyte Lucas (pièce inédite relevée par Marie-Françoise Bastit-Lesourd.Le manuscrit est conservé à la Bibliothèque de Rennes Métropole, Les Champs libres, 10 cours des Alliés, 35000 Rennes.
- Le Riche et le Pauvre, drame en 5 actes et 6 tableaux. Version théâtrale du roman Riche et pauvre. Théâtre de la Porte-Saint-Martin, le 12 février 1836.
- Un enfant de Paris, drame en 5 actes et 8 tableaux, 1850

Série romanesque
- Les Clairières
- Chroniques de la mer
- Au coin du feu
- Confessions d'un ouvrier
- Dans la prairie
- Un Philosophe sous les toits. Journal d'un Homme heureux, 1851
- Sous la tonnelle

Romans
- Les Anges du foyer
- Au bord du lac

Publicité pour La Chanteuse et le forçat ou les Deux misères.

- Causeries historiques et littéraires
- Les Derniers Paysans, Paris : chez Michel Lévy frères, 1856 (→ Voir en ligne)
- Deux misères
- Les Drames parisiens
- En famille
- En quarantaine
- Histoires d'autrefois
- L'Homme et l'Argent
- La Lune de miel
- Le Mât de cocagne
- Le Mémorial de famille
- Le Mendiant de Saint-Roch
- Le Pasteur d'hommes
- Les Péchés de jeunesse
- Pendant la moisson
- Pierre et Jean
- Récits et souvenirs
- Les Réprouvés et les Élus
- Riche et pauvre
- Le Roi du monde
- Scènes de la chouannerie
- Scènes de la vie intime
- Scènes et récits des Alpes
- Les Soirées de Meudon
- Sous les filets
- Sous les ombrages
- Souvenirs d'un Bas-Breton
- Souvenirs d'un vieillard, la dernière étape
- Sur la pelouse
- Théâtre de la jeunesse
- Trois femmes
- Le Droit chemin, confessions d'un ouvrier

Nouvelles
- Les Clairières
- Contes et nouvelles
- David Le trappeur
- Les Bannis

Œuvres morales
- La Goutte d'eau
- Le Monde tel qu'il sera (1846), considéré comme l'une des premières œuvres de science-fiction en français, L'Échappée, 2014,  (ISBN 978-29158305-1-4), notice éditeur.

Essai
- Au bout du monde, études sur les colonisations françaises (1865)